# Tristan Berger

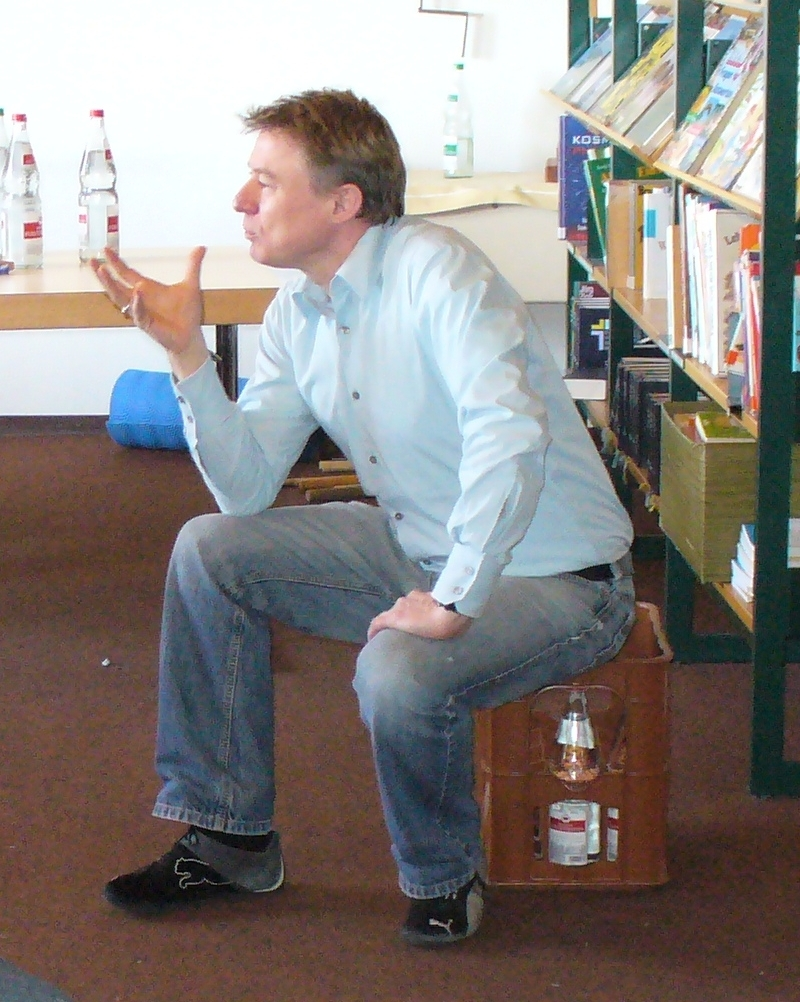
Tristan Berger bei einem Theaterkurs

Tristan Berger (* 1959) ist ein deutscher Dramaturg, Autor und Veranstalter. Er arbeitete lange Zeit im Bereich des Kinder- und Jugendtheaters. Er ist auch als freier Journalist für Theaterzeitschriften tätig.

## Leben
Als Dramaturg arbeitete Berger von 1986 an drei Jahre lang an der Münchner SchauBurg und in der Spielzeit 1992/93 an der Württembergischen Landesbühne Esslingen. 1998–1999 war er unter der Intendanz Ruth Drexels Produktionsdramaturg am Münchner Volkstheater und von 2003 bis 2006 leitender Dramaturg der Schlossfestspiele Ettlingen.
Von 1993 bis 1997 war er Intendant am Thalia Theater in Halle / Saale und war zu dieser Zeit einer der jüngsten Intendanten Deutschlands. Von 1990 an leitete Berger für ein Jahr das Künstlerische Betriebsbüro der Münchner Philharmoniker.
Nach einer Ausbildung zum Diplom-Sozialpädagogen ist er heute hauptsächlich als Schauspiellehrer und freiberuflicher Regisseur und Autor aktiv. Berger lehrt unter anderem an der Ludwig-Maximilians-Universität München und der Johannes-Kepler-Universität Linz sowie der Bayerischen Theaterakademie und der Bundesakademie für kulturelle Bildung Wolfenbüttel. Zudem gehört er dem Dozentenpool des Bundes Deutscher Amateurtheater an. Nebenher unterrichtet er (Stand 2021) Theorie (Vertragsrecht) an der Otto-Falckenberg-Schule München.
Bei mehreren von Jörg Hube eingesprochenen Hörspielen führte Berger Regie.
Als Autor veröffentlicht er regelmäßig Beiträge in verschiedenen Zeitschriften und schrieb auch eigene Theaterstücke. Das bekannteste Werk Bergers ist Stoffel fliegt übers Meer nach dem gleichnamigen Roman von Erika Mann. Berger übersetzt auch Theaterstücke aus dem Englischen, vor allem für den TheaterStück-Verlag und den Rowohlt Theater Verlag.
Tristan Berger gehört dem Kuratorium der Münchner Jugendkunstschulen an und war von 1989 bis 2006 Mitglied der Jury beim Münchner Jugenddramatikerpreis. 2001 gehörte er zudem der Auswahlkommission beim Deutschen Kinder- und Jugendtheatertreffen in Berlin an.
Zuletzt inszenierte Berger im Kulturhaus Milbertshofen im Oktober 2010 Der Curt-Mezger-Platz erzählt. Seit 2007 veranstaltet Berger im Kulturhaus Milbertshofen unter dem Namen Stück&Werke Programme mit bekannten Künstlern und Kabarettisten.